# Hydropsyche nervosa
Hydropsyche nervosa är en nattsländeart som beskrevs av Klapalek 1899. Hydropsyche nervosa ingår i släktet Hydropsyche och familjen ryssjenattsländor. Inga underarter finns listade i Catalogue of Life.